# Wer ist wer?
Wer ist wer? Das deutsche Who’s Who ist ein Personenlexikon, das erstmals 1905 unter dem Titel Wer ist’s? erschien. Der Verlag gab an: „Es handelt sich um die deutsche Entsprechung des 1847 gegründeten und ab 1849 jährlich erschienenen englischsprachigen Who’s Who“; eine Verbindung bestand jedoch nicht. Die Ausgabe 2013/2014 enthält rund 25.000 Kurzbiografien. Die letzte Ausgabe erschien 2015. Im Februar 2017 ging die Website weristwer.de offline.

## Geschichte
Das Nachschlagewerk wurde 1905 von Herrmann A. L. Degener unter dem Titel Wer ist’s? Zeitgenossenlexikon begründet. Es erschienen weitere Ausgaben, die neunte 1928 noch zur Zeit der Republik. In der Zeit des Nationalsozialismus erschien 1935 die zehnte Auflage.
Nach dem Zweiten Weltkrieg erschien 1948 wieder eine Ausgabe, nun unter dem bis zum Erscheinen der letzten Ausgabe beibehaltenen Titel Wer ist wer?, 1951 übernahm Walter Habel die Herausgeberschaft und war damit Begründer der folgenden Ausgaben. Verleger war bis zur sechzehnten Auflage (1970) der Arani-Verlag in Berlin, danach bis zur neunzehnten Auflage (1977) der Societäts-Verlag in Frankfurt am Main. Seit 1979 erschien Wer ist wer? bei Schmidt-Römhild in Lübeck.
Die 49. Ausgabe wurde 2010 veröffentlicht. Sie enthält rund 30.000 Kurzbiografien und etwa 1.800 Porträtfotos. Eingetragen sind lebende Persönlichkeiten des öffentlichen Lebens, die laut Redaktion „beachtliche Leistungen erbracht haben und dadurch bekannt geworden sind“. 2011 erschien die Jubiläumsausgabe (50. Auflage), sie enthält rund 25.000 Kurzbiografien mit ca. 1.300 Porträtfotos. Die 2015 ausgelieferte Ausgabe 2015/16 blieb die letzte, 2017 wurde die zum Werk gehörige Seite www.weristwer.de abgeschaltet.
Das Werk war auch als CD-ROM erhältlich sowie kostenpflichtig über das Internet abrufbar.

## Aufnahme
Laut Verlag konnte die Aufnahme in Wer ist Wer? nicht erkauft werden. Es wurden nur Persönlichkeiten aufgenommen, die durch „beachtliche Leistungen“ bekannt geworden waren, wobei man einen umfangreichen Kriterienkatalog zugrunde legte. Die Veröffentlichung war kostenfrei; allerdings wurde für den Abdruck von Porträtfotos „eine Selbstkostenerstattung von 19 Euro je Foto für die Bildbearbeitung erbeten“.

## Inhalt

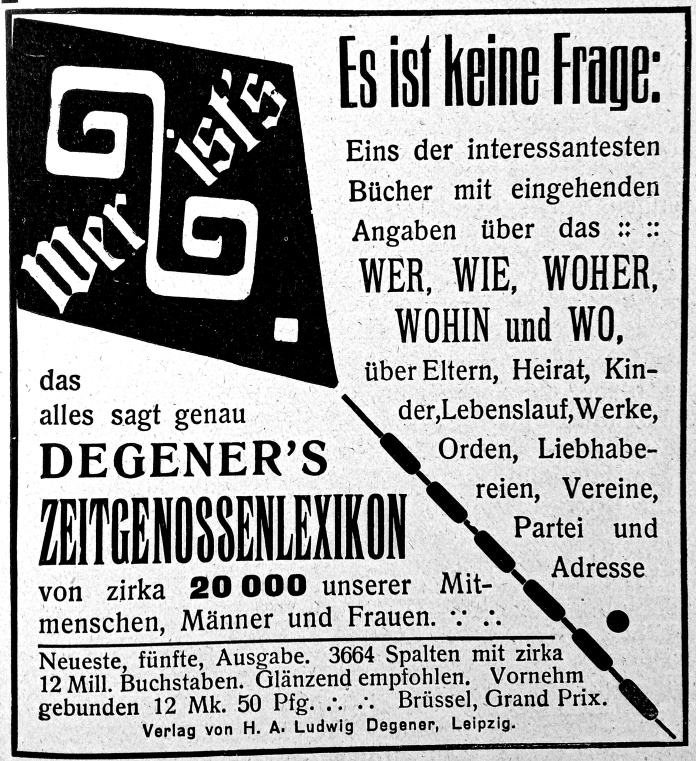
Anzeige des Verlags für die 5. Ausgabe (1912)

Im Wer ist wer? findet man die Kurzbiografien von Personen aus den Bereichen:
- Regierungen und Parlamente von Bund und Ländern
- Behörden, Verwaltungen und Institutionen
- Parteien, politische Organisationen und Gewerkschaften
- Diplomatische und Konsularische Vertretungen
- Wirtschaft und Industrie
- Justiz
- Verbände und Organisationen
- Forschung und Wissenschaft
- Universitäten und Hochschulen
- Medizin
- Kirche
- Kultur
- Literatur und Publizistik
- Sport
- Show und Unterhaltung
- freie Berufe

Als Ergänzung gibt es eine Übersicht der obersten Behörden der Bundesregierung und der Bundesländer sowie die farbige Darstellung der Verdienstorden der Bundesrepublik Deutschland. Des Weiteren finden sich statistische Spielereien wie eine Geburtstagsliste mit Angaben, in welchem Sternzeichen die meisten Personen geboren waren, welche Geburtstage am häufigsten sind und wer die jüngste und wer die älteste eingetragene Person ist.

## Ausgaben
- Herrmann A. L. Degener (Hrsg.): Wer ist’s? Zeitgenossenlexikon, enthaltend Biographien nebst Bibliographien, Angaben über Herkunft, Familie, Lebenslauf, Werke, Lieblingsbeschäftigungen, Parteiangehörigkeit, Mitgliedschaft bei Gesellschaften, Adresse. I. Ausgabe. A. L. Degener, Berlin/Leipzig 1905; gda.pl.
- Wer ist’s? Zeitgenossenlexikon, enthaltend Biographien nebst Bibliographien, Angaben über Herkunft, Familie, Lebenslauf, Werke, Lieblingsbeschäftigungen, Parteiangehörigkeit, Mitgliedschaft bei Gesellschaften, Adresse. II. Ausgabe. A. L. Degener, Berlin/Leipzig 1906; gda.pl.
- Wer ist’s? Zeitgenossenlexikon, enthaltend Biographien nebst Bibliographien, Angaben über Herkunft, Familie, Lebenslauf, Werke, Lieblingsbeschäftigungen, Parteiangehörigkeit, Mitgliedschaft bei Gesellschaften, Adresse. III. Ausgabe.  A. L. Degener, Berlin/Leipzig 1908; archive.org.
- Wer ist’s? Zeitgenossenlexikon, enthaltend Biographien nebst Bibliographien, Angaben über Herkunft, Familie, Lebenslauf, Werke, Lieblingsbeschäftigungen, Parteiangehörigkeit, Mitgliedschaft bei Gesellschaften, Adresse. IV. Ausgabe. A. L. Degener, Berlin/Leipzig 1909; archive.org.
- Wer ist’s? Zeitgenossenlexikon, enthaltend Biographien nebst Bibliographien, Angaben über Herkunft, Familie, Lebenslauf, Werke, Lieblingsbeschäftigungen, Parteiangehörigkeit, Mitgliedschaft bei Gesellschaften, Adresse. V. Ausgabe. A. L. Degener, Berlin/Leipzig 1911; gda.pl.
- Wer ist’s? Zeitgenossenlexikon, enthaltend Biographien nebst Bibliographien, Angaben über Herkunft, Familie, Lebenslauf, Werke, Lieblingsbeschäftigungen, Parteiangehörigkeit, Mitgliedschaft bei Gesellschaften, Adresse. VI. Ausgabe. A. L. Degener, Berlin/Leipzig 1912; archive.org.
- Wer ist’s? Zeitgenossenlexikon VIII. Ausgabe. A. H. Ludwig Degener, Leipzig 1922; archive.org.
- Wer ist’s? Zeitgenossenlexikon IX. Ausgabe. Hermann Degener, Berlin 1928.
- Wer ist’s? Zeitgenossenlexikon X. Ausgabe. Hermann Degener, Berlin 1935; archive.org.
- Walter Habel (Hrsg.): Wer ist wer? Das deutsche Who’s Who. XI. Ausgabe von Degeners Wer ist’s? 11. Auflage. Arani, Berlin 1951.
- Wer ist wer? Das deutsche Who's Who. XII. Ausgabe von Degeners Wer ist's? 12. Auflage. Arani, Berlin 1955.
- Wer ist wer? Das deutsche Who's Who. 13. Auflage. Arani, Berlin 1958.
- Wer ist wer? Das deutsche Who's Who. XIV. Ausgabe von Degeners Wer ist's? Bundesrepublik Deutschland, West-Berlin. 14. Auflage. Arani, Berlin 1962.
- Wer ist wer? Das deutsche Who's Who. XV. Ausgabe von Degeners Wer ist's? Bundesrepublik Deutschland, West-Berlin. 15. Auflage. Arani, Berlin 1968.
- Walter Habel (Hrsg.): Wer ist wer? Das deutsche Who's Who. XVI. Ausgabe von Degeners Wer ist's? Bundesrepublik Deutschland, West-Berlin. 16. Auflage. Arani, Berlin 1970, ISBN 3-7605-2007-3.
- Walter Habel (Hrsg.): Wer ist wer? Das deutsche Who's Who. XVII. Ausgabe von Degeners Wer ist's? Bundesrepublik Deutschland, West-Berlin. 17. Auflage. 1973, ISBN 3-7973-0241-X.
- Walter Habel (Hrsg.): Wer ist wer? Das deutsche Who's Who. XVIII. Ausgabe von Degeners Wer ist's? Bundesrepublik Deutschland, West-Berlin. 1974/75. 18. Auflage. Societät-Verlag, 1974, ISBN 3-7973-0267-3.
- Walter Habel (Hrsg.): Wer ist wer? Das deutsche Who's Who. XIX. Ausgabe von Degeners Wer ist's? Bundesrepublik Deutschland, West-Berlin. 19. Auflage. Societät-Verlag, 1977, ISBN 3-7973-0296-7.
- Walter Habel (Hrsg.): Wer ist wer? Das deutsche Who's Who. XX. Ausgabe von Degeners Wer ist's? Bundesrepublik Deutschland, West-Berlin. 20. Auflage. 1979, ISBN 3-7950-2001-8.
- Walter Habel (Hrsg.): Wer ist wer? Das deutsche Who's Who. XXI. Ausgabe von Degeners Wer ist's? Bundesrepublik Deutschland, West-Berlin. 21. Auflage. 1981, ISBN 3-7950-2002-6.
- Walter Habel (Hrsg.): Wer ist wer? Das deutsche Who's Who. XXII. Ausgabe von Degeners Wer ist's? Bundesrepublik Deutschland, West-Berlin. 1983/1984. 22. Auflage. 1983, ISBN 3-7950-2003-4.
- Walter Habel (Hrsg.): Wer ist wer? Das deutsche Who's Who. XXIII. Ausgabe von Degeners Wer ist's? Bundesrepublik Deutschland, West-Berlin. 1984/1985. 23. Auflage. Schmidt-Römhild, Lübeck 1984, ISBN 3-7950-2004-2.
- Walter Habel (Hrsg.): Wer ist wer? Das deutsche Who's Who. XXIV. Ausgabe von Degeners Wer ist's? Bundesrepublik Deutschland, West-Berlin. 1985/1986. 24. Auflage. Schmidt-Römhild, Lübeck 1985, ISBN 3-7950-2005-0.
- Walter Habel (Hrsg.): Wer ist wer? Das deutsche Who's Who. XXV. Ausgabe von Degeners Wer ist's? Bundesrepublik Deutschland, West-Berlin. 1986/1987. 25. Auflage. Schmidt-Römhild, Lübeck 1986, ISBN 3-7950-2006-9.
- Walter Habel (Hrsg.): Wer ist wer? Das deutsche Who's Who. XXVI. Ausgabe von Degeners Wer ist's? Bundesrepublik Deutschland, West-Berlin. 1987/1988. 26. Auflage. Schmidt-Römhild, Lübeck 1987, ISBN 3-7950-2007-7.
- Walter Habel (Hrsg.): Wer ist wer? Das deutsche Who's Who. XXVII. Ausgabe von Degeners Wer ist's? Bundesrepublik Deutschland, West-Berlin. 1988/1989. 27. Auflage. Schmidt-Römhild, Lübeck 1988, ISBN 3-7950-2008-5.
- Walter Habel (Hrsg.): Wer ist wer? Das deutsche Who's Who. XXVIII. Ausgabe von Degeners Wer ist's? Bundesrepublik Deutschland, West-Berlin. 1989/1990. 28. Auflage. Schmidt-Römhild, Lübeck 1989, ISBN 3-7950-2009-3.
- Walter Habel (Hrsg.): Wer ist wer? Das deutsche Who's Who. XXIX. Ausgabe von Degeners Wer ist's? Bundesrepublik Deutschland, West-Berlin. 1990/1991. 29. Auflage. Schmidt-Römhild, Lübeck 1990, ISBN 3-7950-2010-7.
- Walter Habel (Hrsg.): Wer ist wer? Das deutsche Who's Who. 30. Auflage. Schmidt-Römhild, Lübeck 1991, ISBN 3-7950-2011-5.
- Walter Habel (Hrsg.): Wer ist wer? Das deutsche Who's Who. 31. Auflage. Schmidt-Römhild, Lübeck 1992, ISBN 3-7950-2012-3.
- Walter Habel (Hrsg.): Wer ist wer? Das deutsche Who's Who. 1992/93. 32. Auflage. Schmidt-Römhild, Lübeck 1993, ISBN 3-7950-2013-1.
- Walter Habel (Hrsg.): Wer ist wer? Das deutsche Who's Who. 1993/94. 33. Auflage. Schmidt-Römhild, Lübeck 1994, ISBN 3-7950-2015-8.
- Walter Habel (Hrsg.): Wer ist wer? Das deutsche Who's Who. 1994/95. 34. Auflage. Schmidt-Römhild, Lübeck 1995, ISBN 3-7950-2017-4.
- Walter Habel (Hrsg.): Wer ist wer? Das deutsche Who's Who. 1995/96. 35. Auflage. Schmidt-Römhild, Lübeck 1996, ISBN 3-7950-2019-0.
- Walter Habel (Hrsg.): Wer ist wer? Das deutsche Who's Who. 1995/96. 36. Auflage. Schmidt-Römhild, Lübeck 1997.
- Walter Habel (Hrsg.): Wer ist wer? Das deutsche Who's Who. 1998/99. 37. Auflage. Schmidt-Römhild, Lübeck 1998, ISBN 3-7950-2024-7.
- Walter Habel (Hrsg.): Wer ist wer? Das deutsche Who's Who. 1999/2000. 38. Auflage. Schmidt-Römhild, Lübeck 1999, ISBN 3-7950-2026-3.
- Walter Habel (Hrsg.): Wer ist wer? Das deutsche Who's Who. 2000/2001. 39. Auflage. Schmidt-Römhild, Lübeck 2000, ISBN 3-7950-2029-8.
- Walter Habel (Hrsg.): Wer ist wer? Das deutsche Who's Who. 2001/2002. 40. Auflage. Schmidt-Römhild, Lübeck 2001, ISBN 3-7950-2032-8.
- Walter Habel (Hrsg.): Wer ist wer? Das deutsche Who's Who. 2002/2003. 41. Auflage. Schmidt-Römhild, Lübeck 2002, ISBN 3-7950-2034-4.
- Walter Habel (Hrsg.): Wer ist wer? Das deutsche Who's Who. XLII. 2003/2004. Bundesrepublik Deutschland. Begründet von Walter Habel (vormals Degeners Wer ist's? - Seit 1905). 42. Auflage. Schmidt-Römhild, Lübeck 2003, ISBN 3-7950-2036-0.
- Walter Habel (Hrsg.): Wer ist wer? Das deutsche Who's Who. 43. Auflage. Schmidt-Römhild, Lübeck 2004.
- Walter Habel (Hrsg.): Wer ist wer? Das deutsche Who's Who. 44. Auflage. Schmidt-Römhild, Lübeck 2005.
- Walter Habel (Hrsg.): Wer ist wer? Das deutsche Who's Who. 45. Auflage. Schmidt-Römhild, Lübeck 2006.
- Walter Habel (Hrsg.): Wer ist wer? Das deutsche Who's Who. 46. Auflage. Schmidt-Römhild, Lübeck 2007, ISBN 978-3-7950-2042-2.
- Walter Habel (Hrsg.): Wer ist wer? Das deutsche Who's Who. 47. Auflage. Schmidt-Römhild, Lübeck 2008.
- Walter Habel (Hrsg.): Wer ist wer? Das deutsche Who's Who. 48. Auflage. Schmidt-Römhild, Lübeck 2009.
- Walter Habel (Hrsg.): Wer ist wer? Das deutsche Who's Who. 49. Auflage. Schmidt-Römhild, Lübeck 2010.
- Walter Habel (Hrsg.): Wer ist wer? Das deutsche Who's Who. 50. Auflage. Schmidt-Römhild, Lübeck 2011, ISBN 978-3-7950-2052-1.
- Walter Habel (Hrsg.): Wer ist wer? Das deutsche Who's Who. 51. Auflage. Schmidt-Römhild, Lübeck 2012.
- Walter Habel (Hrsg.): Wer ist wer? Das deutsche Who’s Who 2013–2014. 51. Auflage. Schmidt-Römhild, Lübeck 2013, ISBN 978-3-7950-2054-5.
- Walter Habel (Hrsg.): Wer ist wer? Das deutsche Who’s Who 2015–2016. 52. Auflage. Schmidt-Römhild, Lübeck 2015, ISBN 978-3-7950-2055-2.